# Death Valley: The Revenge of Bloody Bill
Death Valley: The Revenge of Bloody Bill è un film statunitense del 2004 diretto da Byron Werner. È un B-movie horror a base di zombi prodotto da The Asylum, società specializzata nelle produzioni di film a basso costo per il circuito direct-to-video.

## Trama
Alcuni adolescenti in viaggio attraverso l'America vengono presi in ostaggio dallo spacciatore Earl. Il gruppo arriva nella città fantasma di Sunset Valley, luogo della esecuzione di Bloody Bill, un soldato confederato che durante la guerra civile americana aveva ucciso decine di persone, tra cui soldati della Unione, nativi americani di tribù pacifiche e altri.
Earl costringe i ragazzi a pernottare in città per la notte, per continuare il loro viaggio il mattino seguente, ma la loro presenza scatena il male annidato all'interno della città. Bloody Bill emerge dalla sua tomba sotto forma di zombi. Insieme a diversi altri zombie sepolti nella città, Bill inizia a far fuori i ragazzi uno per uno, isolandoli all'interno di Sunset Valley, reinnescando il suo regno sanguinario del terrore ancora una volta.

## Produzione
Il film fu prodotto da The Asylum e girato all'Agua Dulce Movie Ranch di Agua Dulce e al Sable Ranch di Santa Clarita, in California nel 2004 con un budget stimato in 750.000 dollari. La colonna sonora è firmata da Ralph Rieckermann. Il film richiama le gesta di William T. Anderson, detto Bloody Bill, un soldato confederato che commise atrocità brutali contro i suoi nemici. Il titolo di lavorazione fu Death Valley.

## Distribuzione
Il film è stato distribuito solo per l'home video. Alcune delle uscite internazionali sono state:
- 26 ottobre 2004 negli Stati Uniti (Death Valley: The Revenge of Bloody Bill)
- 21 ottobre 2005 in Finlandia
- 27 marzo 2006 in Germania
- 4 novembre 2008 in Ungheria (A halál völgye: Véres Bill bosszúja)
- in Grecia (I koilada ton zontanon nekron)

## Promozione
La tagline è "In the middle of nowhere, there is nowhere to run" ("In mezzo al nulla, non c'è posto per scappare").